# XVidCap
XVidCap es una aplicación de software libre utilizada para grabar screencast o grabación digital de eventos de escritorio X Window con narración en audio. Las herramientas de captura de pantalla son muy útiles para los desarrolladores para documentar procedimientos de instalación y del software. También pueden ser utilizados por educadores para ayudarles a preparar tutoriales sobre otro software.
XVidCap pretendía ser una alternativa estándar, de código abierto a otras aplicaciones similares de software comercial como por ejemplo Lotus ScreenCam para plataformas UNIX o Camtasia para Microsoft Windows.

## Características
XVidCap trabaja utilizando una instalación de codificación de las librerías libavcodec / libavformat de FFmpeg. Puede capturar cualquier movimiento de una pantalla X11 como frames (imágenes) individuales o puede codificar las imágenes capturadas en un vídeo seguido.  También puede capturar e incrustar una grabación de audio siempre y cuando el usuario tenga un sistema OSS compatible y las bibliotecas FFMPEG con el soporte de captura de audio compilado.

## Historia
Rasca Gmelch desarrolló una primera versión que fue capaz de capturar frames individuales y guardarlos en archivos separados. Aunque esto requería capacidad de almacenaje suficiente, estos archivos más tarde podrían ser convertidos en un vídeo con instrumentos como transcode.
Como Rasca no tenía tiempo para mantener su código, el proyecto y el código fue migrado a SourceForge por Karl Becker donde continúa actualmente el desarrollo.